# Rainer Wujciak
Rainer Wujciak (* 1. Oktober 1946 in Goslar; † 21. März 2017) war ein deutscher Politiker (SPD) und Beamter. Von 1987 bis 1991 war er Mitglied der Hamburgischen Bürgerschaft.

## Leben und Wirken

### Familie
Rainer Wujciak wurde 1946 in Goslar als Sohn von Paul und Hilde Wujciak als einziges Kind geboren. Sein Vater verließ die Familie kurz nach der Geburt und gründete eine neue Familie. Aus dieser Verbindung hatte Rainer Wujciak einen Halbbruder.

### Ausbildung und Tätigkeit als Beamter
Rainer Wujciak wuchs in seiner Geburtsstadt Goslar auf. Nach dem Erlangen des Abiturs 1966 war er ein Jahr als Polizeivollzugsbeamter im Bundesgrenzschutz tätig. Anschließend absolvierte er von 1968 bis 1972 ein Studium der Forstwissenschaft in Hann. Münden und Göttingen, das er als Diplom-Forstwirt abschloss. 1975 promovierte er in Göttingen mit der Schrift Untersuchungen über die Buchenrindennekrose und deren Einfluss auf den technologischen Gebrauchswert des Buchenschälholzes. Bis 1977 absolvierte er das Referendariat in Niedersachsen und legte das Zweite Staatsexamen ab. Ab 1978 arbeitete er als Forstbeamter in Hamburg.

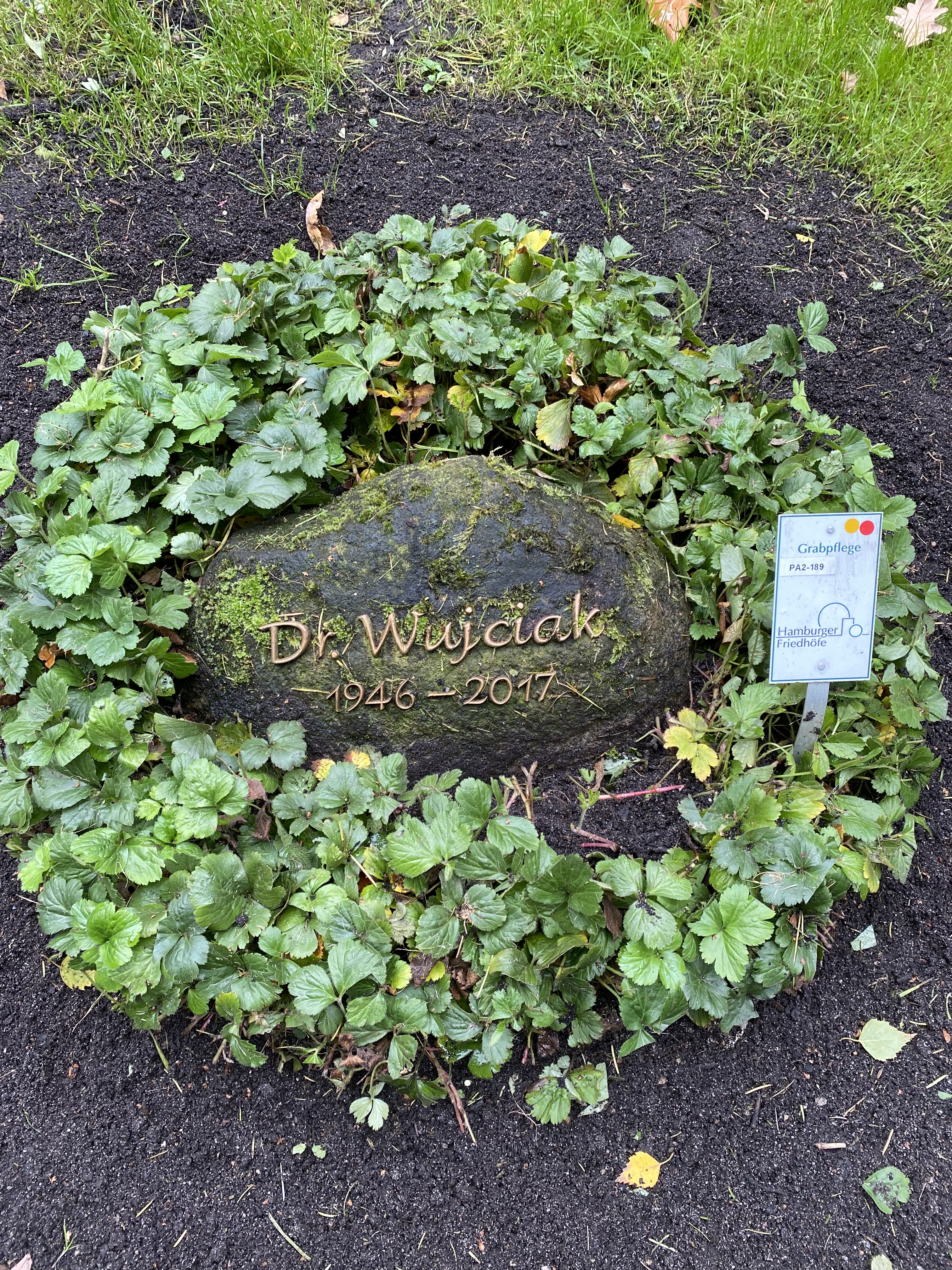
Grabstätte auf dem Friedhof Ohlsdorf

Am 1. Juli 1991 trat Wujciak die Nachfolge von Helmut Funke an, des in Ruhestand gehenden Leiters der Landesforstverwaltung Hamburg. Später übernahm Wujciak die Abteilung Ökologische Forst- und Landwirtschaft. Schließlich wurde er Leiter der Abteilung Landwirtschaft und Forsten bzw. Agrarwirtschaft der Behörde für Wirtschaft und Arbeit. Damit leitete er die Oberste Landwirtschafts-, Forst-, Jagd- und Fischereibehörde der Freien und Hansestadt Hamburg. Im September 2011 ging er in Pension.
Wujciak hatte zwei erwachsene Kinder. Er wurde auf dem Friedhof Ohlsdorf am Prökelmoorteich beigesetzt. 

### Politische Arbeit
Wujciak trat 1963 der SPD bei. Er wurde Vorsitzender der Jusos Hann. Münden und später des SPD-Distrikts Hamburg-Billwerder. Er war außerdem Gewerkschaftsmitglied (1975 GGLF, ab 1978 ÖTV) und engagierte sich von 1981 bis 1986 im Ortsausschuss Vier- und Marschlande.
1986 wurde Wujciak als Vertreter der SPD in die Bezirksversammlung Bergedorf gewählt. Bei der Bürgerschaftswahl in Hamburg 1987 erhielt er ein Mandat und zog in die 13. Hamburgische Bürgerschaft ein.